# Everything Is Broken
«Everything Is Broken» es una canción del músico estadounidense Bob Dylan, publicada en el álbum de estudio Oh Mercy. La canción fue también publicada como primer sencillo promocional del álbum, con «Death Is Not the End» como cara B, en octubre de 1989. La letra de la canción describe el desapego de Dylan hacia su mundo en el momento de su composición. La canción incluida en Oh Mercy, diferente de la publicada como sencillo, es una reelaboración de la toma grabada anteriormente. La versión original, grabada por Dylan en marzo de 1989 en Nueva Orleans, fue incluida en el recopilatorio The Bootleg Series Vol. 8 - Tell Tale Signs: Rare and Unreleased 1989-2006 en 2008. Una versión de la canción aparece en el álbum de Kenny Wayne Shepherds Trouble Is....

## Conmposición
Originalmente grabada como «Broken Days» en marzo de 1989, Dylan reescribió la canción por completo en abril, con el título final. «Everything Is Broken» es una de las canciones de Dylan que más ha regrabado. En una entervista con Nigel Williamson, Daniel Lanois, productor de Oh Mercy, describió cómo Dylan regrababa la canción en varias ocasiones: «Me senté a su lado durante dos meses mientras escribía Oh Mercy y fue extraordinario. Bob sobrescribe. Sigue saltando lejos en sus versos. Él tiene un lugar para todas sus coplas favoritas, y esas coplas pueden ser intercambiables. He visto las mismas letras aparecer en dos o tres canciones diferentes mientras corta y pega alrededor, así que no es tan sagrado como puedas pensar».

## Posición en listas
| País           | Lista                  | Posición |
| -------------- | ---------------------- | -------- |
| Estados Unidos | Mainstream Rock Tracks | 8        |